# 烏爾皮婭·瑪琪雅娜
烏爾皮婭·瑪琪雅娜（Ulpia Marciana）是羅馬元老院成員馬爾庫斯·烏爾比烏斯·特拉亞努斯的女兒，皇帝圖拉真的姊姊。

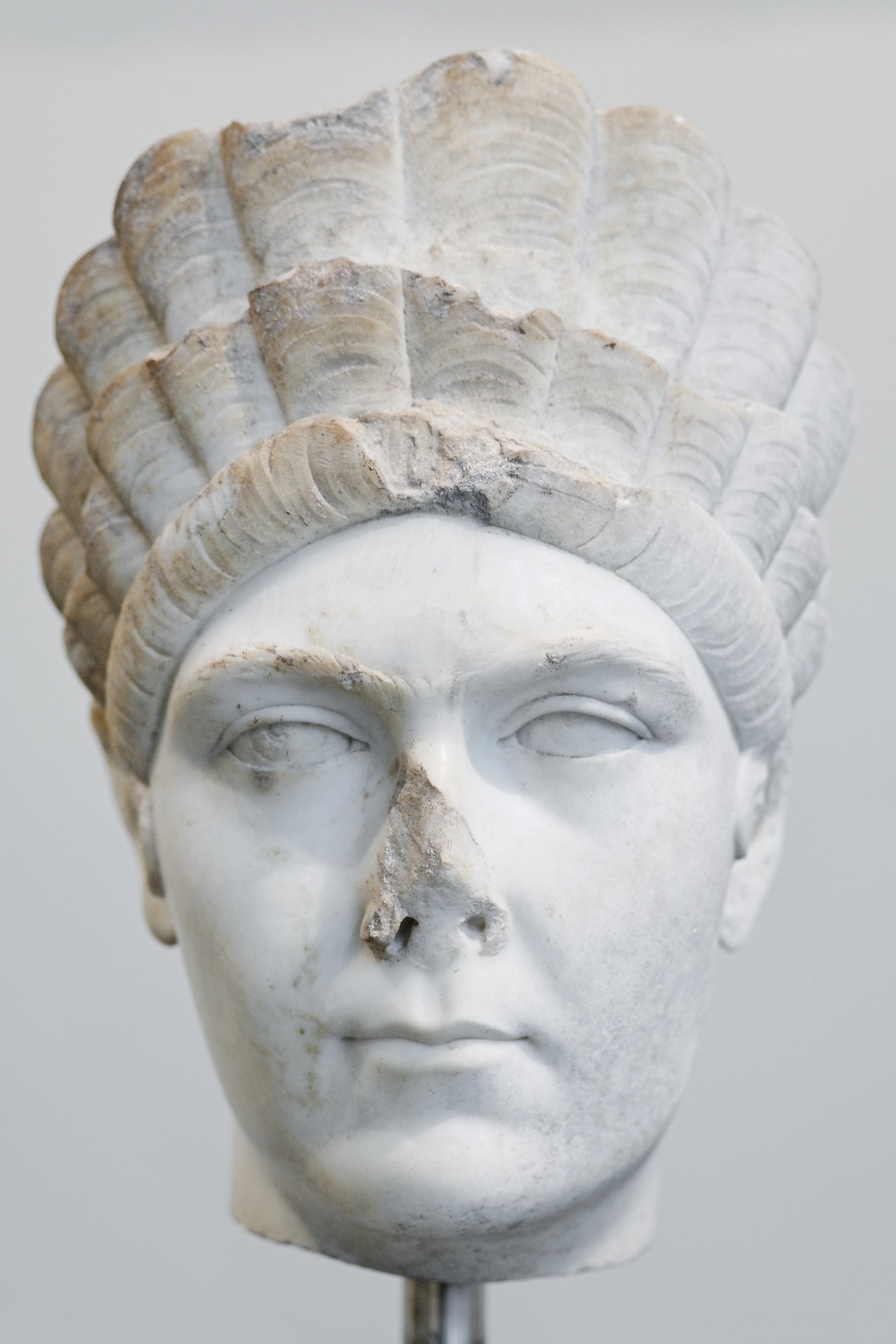
烏爾皮婭·瑪琪雅娜

烏爾皮婭·瑪琪雅娜的丈夫名為蓋烏斯·薩洛尼烏斯·馬提狄烏斯·帕特魯伊努斯，他們有一個女兒薩洛妮亞·瑪提迪雅。透過她的女兒，瑪琪雅娜是皇帝奧理略的先祖之一。